# Odostomia teres
Odostomia teres är en snäckart som beskrevs av Bush 1885. Odostomia teres ingår i släktet Odostomia och familjen Pyramidellidae. Inga underarter finns listade i Catalogue of Life.